# Repatriëring van Indische Nederlanders
De repatriëring van Indische Nederlanders vond plaats in de periode 1945-1968. Ruim 300.000 Indische Nederlanders kwamen vanuit het (voormalig) Nederlands-Indië naar Nederland. 
Deze migratie staat bekend als 'repatriëring', wat te vertalen is als 'terugkeren naar het vaderland'. De term is vooral symbolisch; een groot gedeelte van de repatrianten was nooit eerder in Nederland geweest.

## Achtergrond

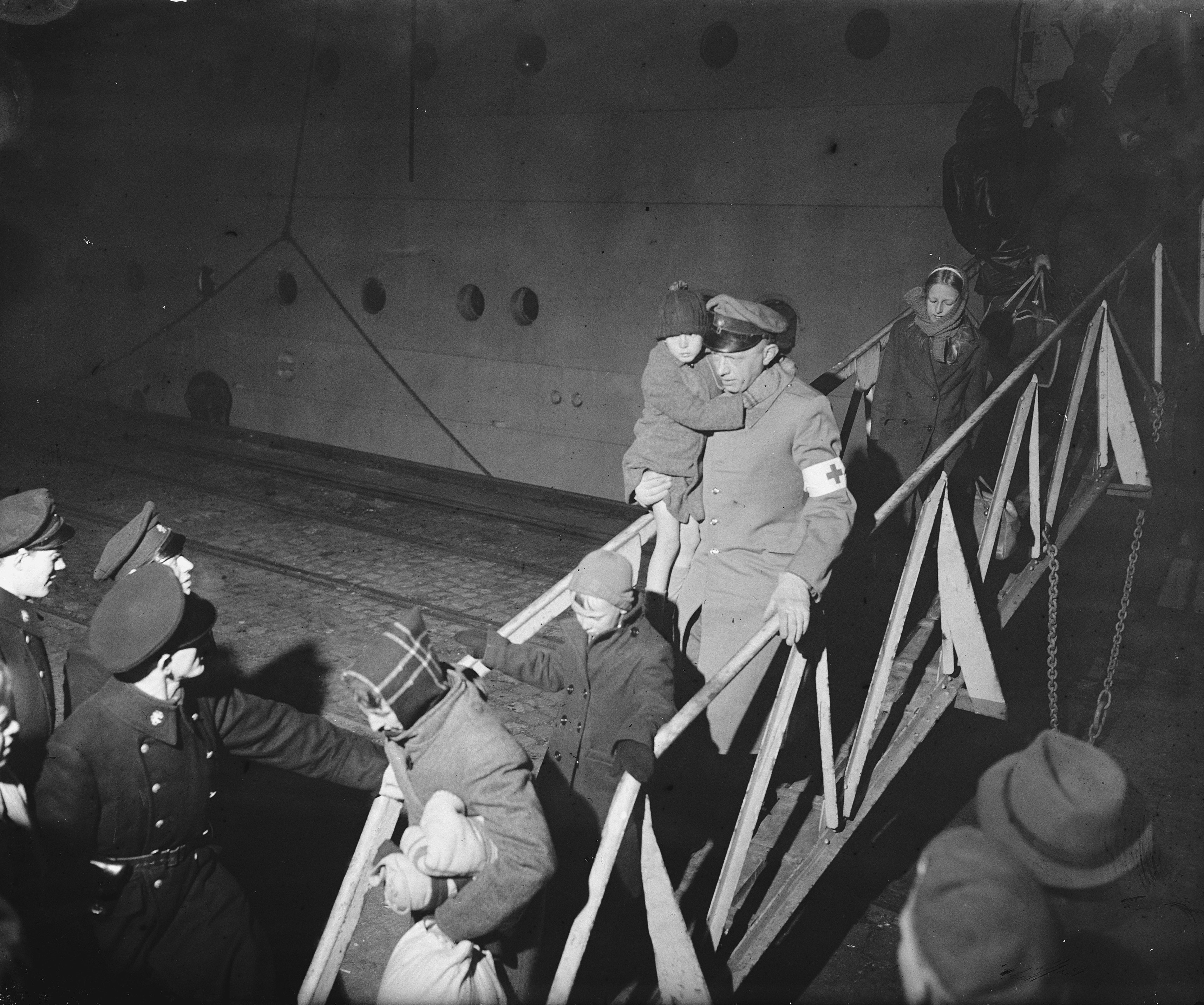
SS Almanzora arriveert in Amsterdam met 1900 repatrianten uit Nederlands-Indië aan boord, velen verzwakt door infecties en ondervoeding in de Jappenkampen (3 januari 1946)

Directe aanleiding was het op 17 augustus 1945 door Soekarno proclameren van de onafhankelijkheid van Indonesië, kort na de overgave van Japan. Het proclameren van de onafhankelijkheid leidde tot een revolutionaire en chaotische situatie. De Japanse bezetter had weliswaar gecapituleerd, maar omdat Nederland herstellende was van de oorlogsjaren, de meeste Nederlanders in Nederlands-Indië geïnterneerd waren geweest in Jappenkampen, en er in eerste instantie geen geallieerde troepenmacht in zicht was, was er sprake van een machtsvacuüm. Dit mondde uit in een uiterst explosieve situatie; er volgde een poging tot afrekening met alle buitenlandse invloed, of dat nu Brits, Chinees, Japans of (Indisch) Nederlands was. Deze periode staat bekend als de Bersiap.
De situatie was voor (Indische) Nederlanders in Indonesië tijdens en na de Indonesische Onafhankelijkheidsoorlog tot in de jaren 1950 vijandig en gevaarlijk. Hun ambtelijke functies werden hen afgenomen en hun bezittingen werden geconfisqueerd, daarom repatrieerden de meesten naar hun land van (gedeeltelijke) afkomst: Nederland. De meesten voelden er niets voor te opteren voor het warga negara Indonesia, het Indonesisch staatsburgerschap.
De repatriëring vond plaats in vijf 'golven'. De eerste golf repatrianten kwamen vrijwel direct na de bersiapperiode naar Nederland.

## Vijf golven
- 1945-1950: na de capitulatie van Japan en de daaropvolgende Bersiap vertrokken ca. 100.000 (Indische) Nederlanders onmiddellijk of binnen enkele jaren naar Nederland. Het waren met name overlevenden van de Japanse bezetting (binnen- en buitenkampers) en de Bersiap. De opzet was aanvankelijk tijdelijk verblijf in Nederland om bij te komen van de Japanse bezetting (1942-1945). 30.000 van hen gingen terug naar Indonesië.
- 1950-1957: in verband met de soevereiniteitsoverdracht aan Indonesië repatrieerden ambtenaren uit de administratie, het politieapparaat, de rechterlijke macht en het leger naar Nederland. Na de opheffing van het KNIL in juli 1950 repatrieerden veel KNIL-militairen.
- 1957-1958: naar aanleiding van de Nieuw-Guinea-kwestie en ‘Zwarte Sinterklaas’, die tot gevolg had dat (Indische) Nederlanders in Indonesië tot staatsgevaarlijk werden verklaard, vertrokken ca. 50.000 mensen.
- 1962: in verband met de overdracht van Nederlands Nieuw-Guinea aan Indonesië werden alle op Nieuw-Guinea verblijvende Nederlanders (ca. 14.000 personen) geëvacueerd. In de periode van het zogenoemde UNTEA-bestuur kwam ook een groep van ongeveer 500 Papoea's, die in Nederlandse overheidsdienst waren geweest, met hun gezinnen naar Nederland.
- 1957-1964: spijtoptanten waren mensen die na de soevereiniteitsoverdracht hadden gekozen voor het Indonesische staatsburgerschap, maar spijt kregen van hun keuze toen de nieuwe Indonesische samenleving hen discriminatoir ging behandelen. Tot 1958 was het Nederlandse toelatingsbeleid voor hen nog zeer restrictief, maar dat werd vanwege de noodsituatie waarin de spijtoptanten door politieke omstandigheden waren komen te verkeren, verruimd; ca. 25.000 van hen konden alsnog naar Nederland komen en herkregen de Nederlandse nationaliteit.[1]

## Beleid
Repatriëring van Indische Nederlanders naar Nederland werd niet aangemoedigd. Velen van hen werd het zelfs bemoeilijkt om zich in Nederland te vestigen; verzoeken om een voorschot voor een bootticket te verstrekken werden vaak afgewezen. Deze opstelling van de regering zorgde ervoor dat Indische krachten zich gingen bundelen.
In de jaren 1952-1955 zette de Nederlandse regering een rem op de komst van Indische Nederlanders. Deze groep zou, volgens de regering, slecht kunnen aarden in Nederland en moest tegen zichzelf beschermd worden. Alleen bij hoge uitzondering mochten ze daarom nog naar Nederland komen. Daarvoor moesten zij een aanvraag (rekest) indienen bij het Hoge Commissariaat. In het begin van de jaren 1950 moedigde de Nederlandse regering vanwege de stagnerende economische groei emigratie uit Nederland aan; ook zo'n 50.000 Indische Nederlanders emigreerden vanuit Nederland naar derde landen.
In 1953 kwam de Nederlandse Hoge Commissaris in Indonesië, A.Th. Lamping, terug op het standpunt, dat hij twee jaar eerder in Nederlandse media innam, luidende dat de toekomst van (Indische) Nederlanders in Indonesië lag. Lamping pleitte nu voor versoepeling van de mogelijkheden voor overkomst naar Nederland. De leefomstandigheden van Indische Nederlanders in Indonesië werden zo problematisch, dat de Nederlandse regering in 1955 besloot de repatriëringscriteria aan te passen. Hierdoor kwamen vanaf dat jaar late repatrianten en spijtoptanten naar Nederland.

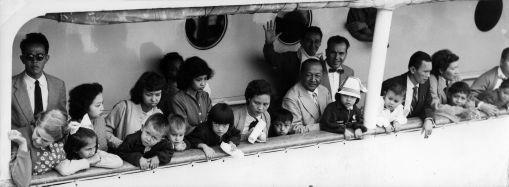
Aankomst van Indische Nederlanders in Rotterdam, 1958

Op 5 december 1957 verklaarde Soekarno de laatste nog in Indonesië aanwezige mensen met de Nederlandse nationaliteit staatsgevaarlijk en dwong hen voorgoed te vertrekken. De Nederlandse bedrijven in Indonesië werden genationaliseerd. Het was een gevolg van de steeds problematischer geworden politieke verhoudingen tussen Indonesië en Nederland. Bijna 40.000 Indische Nederlanders vertrokken in de maanden daarop. De economische banden tussen de twee landen werden vrijwel geheel verbroken. In 1958 is een groep van nog eens 10.000 mensen naar Nederland gekomen. In 1960 werden zelfs de diplomatieke betrekkingen met Nederland door Indonesië verbroken.
Overigens kwamen toen nog niet alle Nederlanders terug, met name Indische Nederlanders die sleutelposities bekleedden in het bedrijfsleven bleven in Indonesië. Daarnaast bleef een groep van bij benadering 5.000 Indische Nederlanders achter, die om uiteenlopende redenen niet mochten repatriëren naar Nederland.
De onvrijwillige verplaatsing van Indische Nederlanders uit Azië naar Nederland en andere westerse landen was hiermee nog niet beëindigd. Na de Nederlandse terugtrekking uit Nieuw-Guinea in 1962 vertrokken circa 20.000 overwegend Indische Nederlanders uit dit voormalig overzees rijksdeel. In 1968 zette de Nederlandse regering de regeling voor de komst naar Nederland definitief stop.
Hoewel de repatriëring van de Indische Nederlanders bekendstaat als geruisloos waren er soms aansluitingsproblemen. De overgrote meerderheid van de repatrianten sprak uitstekend Nederlands, maar een deel van de kinderen die in de jaren 1960 naar Nederland kwam had een taalachterstand. In sommige Nederlandse steden ging het zelfs om de helft van de kinderen. Oorzaak was dat de kinderen waren opgegroeid in een anderstalig land en het Indonesische verbod op Nederlands onderwijs vanaf 1958.

## Migranten
Naast Indische Nederlanders kwamen ook er ook migranten vanuit Indonesië naar Nederland. Bijzondere groepen in deze periode vormden de Molukkers, de peranakans en de verstekelingen.
Molukkers weken af van de grote groep repatrianten, omdat zij er niet zelf voor gekozen hadden naar Nederland te komen en ervan uitgingen dat zij slechts tijdelijk in Nederland zouden zijn. Zij waren KNIL-militairen die niet op republikeins grondgebied gedemobiliseerd wilden worden en de republikeinse regering had er bezwaar tegen wanneer dit op de Molukken zou gebeuren, vanwege het uitroepen van de Molukse republiek RMS in april 1950. Daarom besloot de Nederlandse regering in 1951 circa 12.500 Molukkers naar Nederland over te brengen. Daar aangekomen kregen zij te horen dat zij niet langer in dienst van het leger waren. Zij werden opgevangen in voormalige concentratiekampen, zoals Vught en Westerbork, dat toen kamp Schattenberg heette.
Peranakans ("kind van het land") waren Chinezen die geboren en getogen waren in Indonesië of Nederlands-Indië. Een enkeling van deze groep is ook naar Nederland gekomen, maar had minder vaak Europese wortels. Met name in de tijd na de staatsgreep van Soeharto vreesde deze groep voor hun leven. Zij werden beschuldigd van communisme en vervolgd door de regering-Soeharto.
Verstekelingen waren er gedurende de gehele repatriëringsperiode. Zij kozen er om uiteenlopende redenen voor om zonder papieren aan boord te gaan van de repatriëringsschepen. Een aantal verstekelingen had bijvoorbeeld de Indonesische nationaliteit omdat hun ouders daarvoor gekozen hadden, en kon niet aanmerking komen voor de Nederlandse. Zij 'verstekelden', omdat zij vreesden voor hun leven. Anderen maakten deze keuze uit avonturiersdrang. Daarnaast kwamen na de staatsgreep van Soeharto in 1965 Indonesiërs naar Nederland die zich, eenmaal hier aangekomen, lieten naturaliseren.
De bekendste groep verstekelingen zijn de 'Zeventig van Samkalden'. In mei 1958 bevond een recordaantal verstekelingen zich aan boord van de Johan van Oldenbarnevelt. Bij aankomst in Nederland werden zij gearresteerd en ondergebracht in kamp Schattenberg. De meesten kwamen in aanmerking voor naturalisatie, maar in oktober 1958 besloot de toenmalige minister van Justitie Samkalden dat 37 van hen terug moesten naar Indonesië. Zij werden terug aan boord gebracht van de Johan van Oldenbarnevelt. Onder grote internationale druk besloot de Nederlandse regering dat de groep niet in Indonesië, maar in Nieuw-Guinea van boord mocht gaan omdat ze in Indonesië het risico liepen vervolgd te worden. Deze groep is later, na het overdracht van Nieuw-Guinea, grotendeels alsnog naar Nederland gekomen.